# Sena (Huesca)
Sena es un municipio ubicado en la comarca de los Monegros (Huesca), a 65 km de dicha ciudad. Está situado a una altitud de 221 metros, cubre una superficie de 104,7 km² y según el INE de 2018 tenía 489 habitantes. La población es conocida por la abundancia de yacimientos prehistóricos a su alrededor, en especial del magdaleniense al igual que de periodos posteriores como de la Edad del Hierro, restos íberos y romanos.

## Historia
Gracias a la gran cantidad de yacimientos en su término se puede datar la existencia de un asentamiento en la zona desde el paleolítico inferior por la existencia de hachas de sílex discoidal al igual que la gran cantidad de lascas y otros útiles del mismo material también atestiguan la población durante el paleolítico superior, del magdaleniense en específico. También se han encontrado pruebas de la existencia de una población durante el neolítico y la edad de bronce, al igual que ricos yacimientos de la Edad del Hierro aun en excavación.
Ya durante la Edad Media se sabe que fue propiedad de los Templarios pero en el momento de la fundación del Monasterio de Sijena, fue una de las poblaciones que le fueron dadas por la reina Sancha de Castilla, debiendo de ser una población pequeña de unos veinticinco o treinta vecinos, necesitando la intercesión del monasterio y de su prelada Beatriz de Onzinellas para rehacer la iglesia en el 1528.

## Patrimonio

### Patrimonio civil
- Casa consistorial: Edificio que representa la arquitectura civil aragonesa de la segunda mitad del siglo XVI, siendo restaurada en los años 80.[7][8][9]
- Museo de oficios antiguos: Institución que recoge una colección de objetos y utensilios relacionados con los antiguos oficios históricos de la zona de los Monegros.

### Patrimonio religioso
En el término existen dos ermitas:
- Ermita de la Santa Cruz: La cofradía de esta ermita se puede datar desde al menos el siglo XV, siendo cedida por las prioras del monasterio de Sijena a dichos cofrades en el 1577.
- Ermita de Santa Quiteria: Situada a cuatro kilómetros, en un monte llamado Presiñena, siendo la iglesia del despoblado desaparecido en el XVI del mismo nombre, que ya en el 1930 se encontraba en ruinas y su único enterramiento medieval profanado.[3]

### Patrimonio inmaterial
- Dance de Sena: Durante las fiestas de la Virgen del Rosario se realiza una procesión en la madrugada donde participan los danzantes, a la media mañana la realizan en procesión solemne junto al Ángel Custodio y la Virgen del Rosario. Ya en la misa, realizan un dance ofertorio para al mediodía procesionar a la plaza mayor para realizar el dance completo frente a la imagen del Ángel Custodio y de la Virgen de Rosario.[10]

## Administración y política
| Período   | Alcalde                  | Partido |  |
| --------- | ------------------------ | ------- |  |
| 1979-1983 | Andrés Lecina Ramón      | PSOE    |  |
| 1983-1987 | José Lapuyade Suelves    | PP      |  |
| 1987-1991 | María Pilar Soler Valién | PP      |  |
| 1991-1995 | María Pilar Soler Valién | PP      |  |
| 1995-1999 | María Pilar Soler Valién | PP      |  |
| 1999-2003 | María Pilar Soler Valién | PP      |  |
| 2003-2007 | María Pilar Soler Valién | PP      |  |
| 2007-2011 | Rocío Sanz Redrado       | PSOE    |  |
| 2011-2015 | Rocío Sanz Redrado       | PSOE    |  |
| 2015-2019 | Rocío Sanz Redrado       | PSOE    |  |
| 2019-     | Javier Felipe Villa      | PP      |  |

| Partido político    | Partido político                                   | 2003   | 2007   | 2011   | 2015   | 2019   |
| Partido político    | Partido político                                   | Ediles | Ediles | Ediles | Ediles | Ediles |
|                     | Partido de los Socialistas de Aragón (PSOE-Aragón) | 3      | 3      | 4      | 4      | 3      |
|                     | Partido Popular de Aragón (PP)                     | 4      | 2      | 3      | 3      | 4      |
|                     | Chunta Aragonesista (CHA)                          | —      | —      | —      | —      | —      |
|                     | Partido Aragonés (PAR)                             | —      | 2      | —      | —      | —      |
| Total de concejales | Total de concejales                                | 7      | 7      | 7      | 7      | 7      |

## Demografía
Sena cuenta con una población de 476 habitantes (INE 2024).
| Gráfica de evolución demográfica de Sena entre 1842 y 2021                                                          |
| |
| Población de derecho según los censos de población del INE Población de hecho según los censos de población del INE |

## Fiestas
- 22 de mayo - Santa Quiteria (fiestas menores).

- 2 de octubre - Santo Ángel Custodio (fiestas mayores).[3]

- 7 de octubre - Virgen del Rosario (fiestas mayores).